# Dziennik z zaginięcia
Dziennik z zaginięcia (jap. 失踪日記 Shissō nikki) – autobiograficzna manga autorstwa Hideo Azumy, wydana w marcu 2005 roku przez East Press. W Polsce ukazała się ona w marcu 2009 nakładem wydawnictwa Hanami. 

## Fabuła
Dziennik z zaginięcia opowiada historię mangaki Hideo Azumy, który nagle rezygnuje z pracy, aby żyć jako bezdomny. Manga składa się z 3 części, z których każda szczegółowo opisuje stan Azumy. Akcja pierwszej rozgrywa się w 1989 roku, kiedy to mangaka nie mogąc znieść presji narzuconej przez swoją pracę, z dnia na dzień zostawia wszystko. Po nieudanej próbie samobójczej postanawia osiąść w lesie, żywiąc się resztkami znalezionymi w miejskich śmieciach.
Druga część rozgrywa się 3 lata później. Azuma, który wznowił karierę jako mangaka, ponownie postanawia rzucić pracę. Następnie zostaje zatrudniony przez firmę zajmującą się układaniem rurociągów. Pod koniec rozdziału wspomina swoje początki jako mangaka i to, co skłoniło go do pierwszej ucieczki.
Trzecia część rozpoczyna się pod koniec 1997 roku. Autor opowiada w niej o swoim okresie alkoholizmu i internowaniu w ośrodku szpitalnym.

## Odbiór
W 2005 roku publikacja otrzymała główną nagrodę w kategorii najlepsza manga podczas 9. edycji festiwalu Japan Media Arts Festival. W 2006 roku zdobyła Nagrodę Kulturalną im. Osamu Tezuki w kategorii głównej, a także nagrodę Seiun za najlepszą niefabularną książkę roku. W 2008 roku manga znalazła się również w oficjalnej selekcji Międzynarodowego Festiwalu Komiksu w Angoulême.